# Paula Nascimento
Paula Nascimento (1981, Luanda) est une architecte et commissaire d'exposition angolaise.
En 2013, lors de la Biennale de Venise, l'exposition qu'elle a coconstruit avec Stefano Rabolli Pansera remporte le Lion d'or.
Lors de l'Exposition universelle de 2020, elle est l'architecte du pavillon angolais.
En 2021, elle est commissaire de l'exposition Rhizome, exposée à la base sous-marine de Bordeaux qui regroupe des œuvres de 17 artistes africains ou issus de la diaspora.
En juin 2025, elle a été nommée commissaire de la dix-septième Biennale de Charjah avec Angela Harutyunyan.